# Кевин Макид
Кевин Макид (енгл. Kevin McKidd; рођен Елгину, 9. август 1973), шкотски је позоришни, филмски и ТВ глумац и редитељ.
Био је члан Позоришта младих Мареј пре него што је прешао на студије инжењерства на Универзитету у Единбургу. Његове најпознатије улоге су у серији Рим и филмовима Трејнспотинг, Псећи војници, Небеско краљевство, Како украсти младу и Храбра Мерида, поред многих.